# Jedox
Jedox ist ein global tätiges Softwareunternehmen mit Schwerpunkt auf Lösungen im Enterprise Performance Management (EPM). Es wurde 2002 von Kristian Raue in Freiburg im Breisgau gegründet und bietet anpassbare Tools für Planung, Analyse und Reporting in verschiedenen Unternehmensbereichen wie Finanzen, Vertrieb, Personalwesen und operativen Prozessen an. Die Software unterstützt Organisationen bei der Optimierung der Financial Planning & Analysis (FP&A) sowie bei der unternehmensweiten Integration strategischer Planungsprozesse.
Das Kernprodukt von Jedox ist eine EPM-Plattform, die Planung, Budgetierung, Forecasting und Performance-Messung in einer Single Source of Truth zusammenführt. Die Plattform ist darauf ausgelegt, finanzielle und operative Abläufe zu vereinfachen und sie ermöglicht Organisationen datenbasierte Entscheidungen. Zu den zentralen Funktionen gehören eine In-Memory-OLAP-Datenbank, Excel-kompatible Benutzeroberflächen, webbasierte Dashboards sowie Self-Service-Datenintegration. Durch die Verbindung finanzieller und operativer Planung unterstützt die Plattform eine integrierte Unternehmensplanung (IBP) und fördert die bereichsübergreifende Abstimmung.
Weltweit nutzen über 2.900 Organisationen in mehr als 140 Ländern die Lösungen von Jedox. Die Anpassungsfähigkeit der Plattform sowie deren benutzerfreundliche Gestaltung tragen zur Verbreitung in Unternehmen bei, die effiziente Werkzeuge für Planung und Performance Management suchen.
Mit rund 500 Mitarbeitenden und einem Partnernetzwerk von etwa 200 Organisationen verfügt Jedox in der EPM-Branche über eine bedeutende Präsenz. Die langjährige Erfahrung und das umfassende Lösungsportfolio des Unternehmens unterstützen Organisationen dabei, ihre Planung und ihr Performance Management weiterzuentwickeln.

## Geschichte
Jedox wurde 2002 von Kristian Raue in Freiburg im Breisgau mit dem Ziel gegründet, Planungs-, Analyse- und Reporting-Prozesse in Unternehmen zu vereinfachen. 2008 erfolgte die Umwandlung in eine Aktiengesellschaft; in derselben Zeit sicherte sich das Unternehmen seine erste Finanzierungsrunde in Höhe von rund 5,44 Millionen US-Dollar (Series A), angeführt von eCAPITAL.
2014 übernahm Jedox das deutsche Softwareunternehmen Reboard, das auf mobile Analytics- und Reporting-Lösungen spezialisiert war. Im Juli 2015 wurde das australische Softwareunternehmen Naked Data übernommen und Standorte in Singapur, Sydney und Melbourne eröffnet.
2017 wurde Jedox von Deloitte mit dem „Technology Fast 50“-Preis ausgezeichnet. Im darauffolgenden Jahr wurde Florian Winterstein zum CEO von Jedox ernannt.
Im April 2018 wurden in einer Series-B-Finanzierungsrunde 24,6 Millionen US-Dollar eingeworben – erneut mit Beteiligung von eCAPITAL sowie von IRIS. Im Januar 2021 folgte eine Series-C-Finanzierungsrunde über mehr als 100 Millionen US-Dollar, angeführt von Insight Partners mit Beteiligung der bestehenden Investoren IRIS, eCAPITAL und Wecken & Cie.
2023 und 2024 wurde Jedox im Gartner Inc. Magic Quadrant für Financial Planning Software als „Leader“ eingestuft und zudem im Gartner Inc. Magic Quadrant für Financial Consolidation and Close anerkannt. Darüber hinaus erreichte Jedox in der BARC Planning Survey 2024 den ersten Platz für den Wertbeitrag der Flexibilität im globalen Vergleich. Ebenfalls im Jahr 2024 führte das Unternehmen JedoxAI ein – eine auf künstlicher Intelligenz basierende Erweiterung, die Unternehmensplanung und Analyse durch Interaktion in natürlicher Sprache unterstützen soll.

## Anwendungsbereiche und Verbreitung
Jedox wurde speziell für Aufgaben in Planung, Analyse und Reporting und Datenkonsolidierung entwickelt und kann branchen- und fachbereichsübergreifend eingesetzt werden. Grundprinzip der Software ist, dass Jedox die nötigen operativen Daten aus den Vorsystemen extrahiert, diese in analysefähige Form bringt und verschiedenen Nutzergruppen in bedarfsgerechten Auswertungen oder Zugriffsmöglichkeiten über verschiedene anwenderfreundliche Frontends zur Verfügung stellt.
Die Besonderheit der Software besteht dabei darin, dass nicht nur vergangenheitsorientierte Business-Intelligence-Anwendungen, z. B. OLAP-Analysen und Berichtswesen, abgedeckt werden, sondern auch Performance Management-Lösungen, wie etwa What-if-Analysen, Nachfrageplanung, Simulationen, Budgetierung, Finanzplanung und Balanced Scorecards, erstellt werden können.
Jedox wird in rund 120 Ländern genutzt und wird in 23 Sprachen ausgeliefert.

## Komponenten
In-Memory Datenbank
Die In-Memory-Datenbank von Jedox ist ein speicherbasierter, multidimensionaler Real-Time OLAP-Server (MOLAP) zur Verwaltung von betriebswirtschaftlichen oder statistischen Datenbeständen (Multidimensionale Datenbank). Neben der multidimensionalen Abfrage können Daten auch zurückgeschrieben (Write back) und in Echtzeit konsolidiert werden. Der Server hält sämtliche Daten im Arbeitsspeicher, um einen schnellen Datenzugriff zu ermöglichen. Über APIs in Java, PHP, C/C++ oder. NET kann die Jedox OLAP-Datenbank in andere Softwareumgebungen integriert werden.
Excel Add-in
Eine Microsoft-Excel-Add-in-Komponente führt die Kommunikation zwischen der Jedox OLAP-Datenbank und dem Excel-Frontend aus. Dabei können beliebig viele Excel-Arbeitsplätze online miteinander verknüpft werden, die alle auf einen zentralen Datenbestand zugreifen (Single Point of Truth). Die in Microsoft Excel geschriebenen Daten werden über das Add-in in die OLAP-Würfelstruktur zurückgeschrieben und aggregiert. Durch die Nutzung der bekannten Excel-Oberfläche können Fachanwender ohne IT-Kenntnisse selbstständig mit Jedox arbeiten und Planungen, Analysen und Berichte realisieren.
Web-Client
Über den Jedox Web-Client können Anwender aus einem Webbrowser heraus auf die zentral hinterlegten Daten der OLAP-Datenbank zugreifen. Lokal erstellte Berichte werden in serverbasierte Web-Anwendungen transformiert und im Web-Browser aufgerufen und angepasst. Auch im Web-Modus können Analyseergebnisse und Modifikationen bestehender Berichte konsistent in die Datenbank zurückgeschrieben werden. Analyse- und Berechnungsmodelle mit Excel werden über den Web-Browser mehreren Anwendern zur Verfügung gestellt, ohne eine Installation von Microsoft Excel zu erfordern. Anwender greifen mit dem Web-Browser daher auch mit mobilen Endgeräten auf die OLAP-Datenbank zu.
GPU-Modul
Das optionale GPU-Modul von Jedox nutzt Rechenleistung sowie Arbeitsspeicher von Tesla-Grafikprozessoren für die Analyse von Unternehmensdaten. Komplexe OLAP-Berechnungen werden durch die GPU-Zusatzkomponente, verglichen mit einer Intel-Multicore-Architektur, um ein Vielfaches beschleunigt, wobei der Beschleunigungsfaktor abhängig vom jeweiligen Datenmodell ist. Das in Kooperation mit der Universität Freiburg und der University of Western Australia Perth entwickelte GPU-Modul findet vor allem in multidimensionalen Datenanalysen Verwendung. Die GPU-Komponente wird serverseitig zugeschaltet. Sie benötigt, bis auf die Grafikkarte, keine zusätzliche Hardware-Installation.
Integrator
Jedox ETL ist eine Client-Server-basierte Applikation für den automatisierten Datenimport, welche Daten aus heterogenen Quellen extrahiert, transformiert und in den Jedox OLAP-Server hoch lädt. Die ETL-Komponente arbeitet mit allen gängigen relationalen Datenbanksystemen, wie etwa Oracle, Microsoft SQL Server, MySQL und PostgreSQL, und verknüpft diese per JDBC-Schnittstelle. Zudem können Anwender weitere Daten aus Flat Files, XML-Files, Webservices und LDAP-Systemen extrahieren. Durch eine SOAP-basierte Webservice-Schnittstelle lässt sich Jedox ETL in andere Software-Anwendungen integrieren. Neben dem Datenimport in Jedox unterstützt das ETL-Modul auch das „Drill Through“ aus der OLAP-Datenbank auf die Belegdaten in den Quellsystemen.
SAP-Schnittstelle
Als zusätzliche Schnittstelle fungiert der Jedox SAP Connector, ein speziell auf SAP-Landschaften zugeschnittenes ETL-Modul. Die Komponente unterstützt sämtliche SAP-Netweaver basierten SAP-Systeme, wie etwa SAP-R/3, SAP-ERP und SAP Business Warehouse (BW). Dadurch werden Business Intelligence und Performance Management-Lösungen von Jedox in bestehende SAP-Systeme integriert.
Mobile Nutzung
Damit Nutzer auch auf mobilen Endgeräten auf die zentrale OLAP-Datenbank und Funktionalitäten der Software zugreifen können, bietet Jedox zwei Möglichkeiten: Zum einen können Anwender über den Touch-optimierten Jedox Web-Server auf bestehende Berichte zugreifen und diese per Gesten- und Fingersteuerung auf Smartphones und Tablet-PCs anpassen. Darüber hinaus bietet der Hersteller eine native mobile App für iOS- sowie Android-Betriebssysteme. Sämtliche Daten lassen sich auch mit mobilen Endgeräten in die Jedox OLAP-Datenbank zurückschreiben.
Jedox Modelle
Mit Veröffentlichung der Software-Version Jedox 7 haben Anwender Zugriff auf "Jedox Modelle". Dabei handelt es sich um vorkonfigurierte Applikationen für Gewinn- und Verlustrechnung, Kostenstellen, Personalkosten und Vertrieb, die u. a. mit Datenbanken, Berichten und Eingabemasken, Geschäftslogiken und Workflow-Prozessen ausgeliefert werden.

## Lizenzpakete
Das Unternehmen vertreibt seine Software-Suite im Mietmodell.